# Acidiostigma voilaceum
Acidiostigma voilaceum är en tvåvingeart som först beskrevs av Wang 1990.  Acidiostigma voilaceum ingår i släktet Acidiostigma och familjen borrflugor. Inga underarter finns listade i Catalogue of Life.